# Keilbachia ferrata
Keilbachia ferrata är en tvåvingeart som först beskrevs av Heikki Hippa och Pekka Vilkamaa 1994.  Keilbachia ferrata ingår i släktet Keilbachia och familjen sorgmyggor. Arten är reproducerande i Sverige. Inga underarter finns listade i Catalogue of Life.